# Josabeth
Josabeth ou Jehosheba (en hébreu יְהוֹשֶׁ֫בַע, Yəhōšeḇa‘) est la fille de Joram dans la Bible.

## Biographie
Sœur du roi de Juda Ochozias, elle épouse le grand prêtre Joad et sauve le jeune Joas du massacre ordonné par Athalie (vers 840 avant J-C). Elle le cache alors dans le Temple de Salomon. 
Elle est un des personnages de la pièce de Jean Racine Athalie,.

## Représentations
- 1817 : Josabeth dérobant Joas aux fureurs d’Athalie par Jean-Pierre Franque (musée des Beaux-Arts de Nîmes).
- Vers 1822 : Joas dérobé du milieu des morts par Josabeth par Paul Delaroche (Troyes, musée des Beaux-Arts).